# Голубиця
Голуби́ця — село в Україні, у Золочівському районі Львівської області. Село Голубиця та Жарків були підпорядковані Голубицькій сільській раді. Населення становить 897 осіб.

## Топоніми
Скоріш за все, назва походить від слова «голуб».

## Історія
Перша згадка про село датується 1494 роком.
У 1510 році село належало до Золочівського масиву шляхетського волдіння.
У 1648 році село було спустошене під час походу козацько-татарського війська на Львів. 1649 року село не заплатило жодного гроша податку. Про спустошення села присягу перед польською владою складав представник села Гриць Голубицький. Він присягав, що в селі спалено церкву, корчму, люди вбиті або забрані в орду. У такій ситуації жодного податку заплатити не змогли. Село Голубиця тоді було у власності Теофілі Собєської.
За інформацією, наведеною у Географічному словнику Королівства Польського та інших слов'янських теренів: Голубиця це село у Бродівському повіті над річкою Серет, в 5 км на північний захід від Пеняк (…) До 1687 року село належало королю Янові III Собеському, котрий місцеву церкву з парафією віддав васіліянам підгорецьким, актом фундації, виданим у Золочеві, 15 жовтня 1687 року.
Синопсис підгорецького монастиря містить інформацію про те, що протягом 21 квітня — 24 серпня 1692 року ікона Найсвятішої Діви Марії з голубицької церкви плакала, а свічки під нею загорялися самі собою: 
«…образ Пречистої Діви сльозами плакав, …свічки ніким не запалювані по декілька разів при цій святій іконі загорялися, …багато недужих людей, що з вірою приходили до цього святого образу, відповідно до свого прохання від різноманітних недуг зцілялися…»
 Грамотою від 14 квітня 1694 року львівський єпископ Йосиф Шумлянський проголосив ікону чудотворною. 17 квітня цього ж року її було урочисто перенесено із парафіяльної церкви в Голубиці до Підгорецької чернечої обителі у старовинну церкву, а трохи згодом — до нового монастирського храму Благовіщення Пресвятої Богородиці.
У 1850-х роках власником села Голубиці був граф Володимир Дідушицький.
1909 року греко-католицька громада налічувала 1300 вірних. Парохом тоді був о. Лонгин Карпович.
У 1931 році в селі було 297 дворів, де мешкало 1522 особи.
Через село проходив фронт і велися активні бойові дії. В навколишніх лісах велися бої усіх учасників війни (Червона армія, Вермахт, УПА, Армія Крайова). У селі ще залишилися свідки подій у Гуті-Пеняцькій.

### Радянські репресії та діяльність УПА (1944—1953)
20 листопада 1944 року на засідку між селами Голубиця та Жарків Пониковицького району (нині — Бродівський район), організовану підвідділом сотні УПА «Дружинники І» під командуванням сотенного «Свободи» натрапила група більшовиків чисельністю 5 осіб, яка відкололася від більшої групи облавників, які від 18 листопада діяли у районі цих населених пунктів. Оточивши ворога, повстанці розпочали з ними бій, внаслідок якого було вбито дільничного уповноваженого Пониковицького РВ НКВС Примака та захоплено у полон першого секретаря РК КП(б)У Бороздику разом з двома «стрибками», і лише працівникові райвійськкомату Желєзняку вдалося вийти з оточення.
10 березня 1945 року загін МДБ чисельністю 250 осіб робило облаву на с. Голубицю. Забрали 4 жінки за чоловіків, яких не було мобілізовано до лав радянської армії. Цього ж дня під час боєзіткнення вбито п'ятьох розвідників з сотні Богдана, які натрапили на більшовицьку засідку.
Під час облави проведеної загоном МДБ 4 квітня 1945 року у с. Жарків було ліквідовано двох стрільців УПА, одного з них застрілили, а другого узяли у полон. Під час допитів другому в Голубиці випалювали очі палаючою свічкою, вирізали паси шкіри з тіла та голови ув'язненого, а потім його забили до смерті киями. 9 квітня того ж року під час облави, проведеної відділ НКВС з Підкаменя, в селі Голубиця заарештовано двох осіб.
10 січня 1947 року в с. Голубиця 12 большевиків влаштували передвиборчий мітинг. Після мітингу, на якому були лише десятники та декілька жінок похилого віку, сталінські опричники пішли грабувати селян. Під час пограбування побили до непритомности громадян: Попович Олену, Павлович Анну, Страхарчука Давида та багатьох інших.
11 серпня 1947 року у пароха села Голубиця через те, що не перейшов у православ'я, уповноважений з району Наливайко та голова сільради з двома свідками забрали ключі від церкви, а панотцю наказали протягом десяти днів залишити власне помешкання та виїхати з села. 13 серпня того року в лісі, поблизу села, вбито уповноваженого Наливайка, його дружину та голову сільради Голубиці. У зв'язку з цим, через три дні після випадку, більше 150 більшовиків провело велику облаву в селі. Під час облави викидали з клунь всі снопи, у хатах зривали підлоги, розвалювали печі, рубали стіни. Заарештували 28 осіб та відвезли до районної в'язниці. З них 13 сильно скалічених у катівні НКВС повернули до домівок (декого рідні одразу відвозили до шпиталів), інших 15 ув'язнили — Гарасимчука Осипа, Нестора, Карплюка Осипа, Семена, Загоруйка Семена, Антошківа Карпа, Кравчука Семена, Хижого Григорія, Михайла, Кирилюка Вавра, Загоруйка Осипа, Семена, Миколу, Жарківського Івана, Герасимчука Михайла, Катерину, Лозового Костянтина, Мельника Осипа. 17 серпня до села прибув дільничий Гончаров і зі своїми підлеглими пограбував господарку Івана Хомицького, що був раніше заарештований через ніби симпатію до ОУН—УПА. Було забрано корову, коня, овець, курей та усе дрібне хатнє майно, що пізніше відвезене до району.
23 листопада 1951 року у с. Голубиця, реалізуючи агентурні дані, оперативно-військова група під керівництвом старшого оперуповноваженого Підкамінського РВ МДБ старшого лейтенанта Колосова та командира 5-ї команди 11 загону внутрішньої охорони МДБ капітана Марєнкова заблокувала будинок місцевої жительки Зварич Анни Павлівни, де перебувала підпільниця Стефанія Стрихарчук (псевдо «Стефа»). При спробі проникнення облавників у будинок підпільниця, аби не датися живою в руки ворога, застрелилася з пістолета.

### Радянський період (1944—1991)
За радянської влади в селі утворено колгосп імені XXI з'їзду КПРС, що спеціалізувався на вирощуванні зернових та технічних культур і тваринництві.
У 1967 році в селі мешкало 1005 осіб.

## Пам'ятки
Храм Різдва Пресвятої Богородиці (УГКЦ), дерев'яний, споруджений у 1989 році. Використовується вірними парафії Різдва Пресвятої Діви Марії. У 1942 році була збудована дерев’яна церква, а 7 квітня 1944 року, на свято Благовіщення вона згоріла. Парох о. Микола Рихлецький відправляв служби в плебанії до 1973 року. У 1989 році дали до села Пеняки православного священика о. Богдана Чурила. Він приїжджав до Голубиці і вже навесні того ж року він зареєстрував парафію РПЦ та дістав дозвіл на будівництво церкви. Будівництво дерев’яної церкви громада розпочала на тому ж місці, де стояла стара дерев’яна церква і у 1989 році церква була збудована. 1990 року мешканці поділились на греко-католиків і православних. Дві громади користувалися храмом почергово до 1993 року. У 1992-1994 роках православна громада збудувала кам’яну церкву Різдва Пресвятої Богородиці на фундаменті, який був закладений 1935 році при о. Миколі Рихлецькому. У 2002 році була збудована та освячена дзвіниця. Настоятелем греко-католицького храму є о. Ярослав Бордюг, а православного — декан підкамінський, митрофорний протоієрей о. Степан Періг.

## Відомі люди
- Сітка Олексій Дмитрович — керівник Бродівського надрайонного проводу ОУН, лицар Бронзового хреста бойової заслуги УПА. Загинув поблизу села.
- Село відоме знаним родом Федюків. Серед них відомий український художник Микола Федюк. В селі діє музейна кімната Миколи Федюка[21].